# Кунео (округ)
Округ Кунео (итал. Provincia di Cuneo, у месном говору Provincia ëd Coni) је округ у оквиру покрајине Пијемонт у северозападној Италији. Седиште округа покрајине и највеће градско насеље је истоимени град Кунео.
Површина округа је 6.903 км², а број становника 582.968 (2008. године).

## Природне одлике
Округ Кунео се налази у северозападном делу државе, без излаза на море. Северни део округа је валовитог карактера, у крајње југозападни део Падске низије. Већи део на југу и западу чине планине Приморских Алпа. Најважније реке у округу су Маира и Танаро. Овде се налази и изворишни део велике реке По.

## Становништво
По последњим проценама из 2008. године у округу Кунео живи преко 580.000 становника. Густина насељености је средња, око 85 ст/км². Међутим, нижи крајеви су знатно боље насељени од просека округа, док су планинске висине празне и ненасељене.
Поред претежног италијанског становништва у округу живе и велики број досељеника из свих делова света.

## Општине и насеља
У округу Кунео постоји 250 општина (итал. Comuni).
Најважније градско насеље и седиште округа је град Кунео (55.000 ст.) у јужном делу округа. Други град је град Алба (30.000 ст.) у североисточном делу округа.